# Aristarchus (Mondkrater)

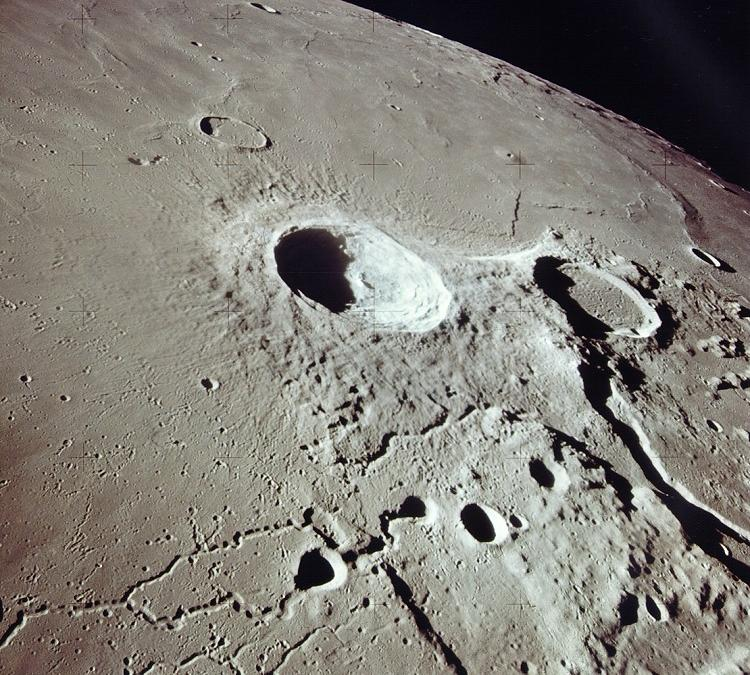
Aristarchus und Herodotus, aufgenommen von Apollo 15.

Aristarchus ist ein Mondkrater im Nordwesten der erdzugewandten Seite des Mondes. Mit einer im Vergleich zur restlichen Mondoberfläche annähernd doppelt so hohen Albedo wird er als die hellste der großen Formationen angesehen. Der Krater ist hell genug, um mit bloßem Auge wahrgenommen zu werden, und erscheint in größeren Teleskopen blendend. Er kann auch dann noch leicht erkannt werden, wenn die Mondoberfläche größtenteils nur durch den Erdschein beleuchtet wird.
Der Krater befindet sich bei 23,7° N, 47,4° W auf dem südöstlichen Rand des Aristarchus-Plateaus. Das Plateau ist bekannt für vulkanische Erscheinungen wie Rillenstrukturen, zahlreiche Beobachtungen von Leuchterscheinungen (Lunar Transient Phenomena) sowie durch Radon-Emissionen, die von der Sonde Lunar Prospector gemessen wurden.
In nordöstlicher Richtung vom Krater aus verlaufen mehrere Mondrillen, die Rimae Aristarchus, teils in Richtung auf Aristarchus C, teils etwas weiter entfernt nordwestlich des Kraters Prinz, endend westlich von Krieger C.
Der italienische Kartograf Giovanni Riccioli benannte den Krater nach Aristarchos von Samos. In seinem 1651 veröffentlichten Werk Almagestum novum gab er den später als Krater bezeichneten Strukturen auf dem Mond die Namen von bekannten Astronomen und Philosophen (Eponym). Obwohl bereits weitläufig gebräuchlich, wurde der Name erst 1935 bei einer Abstimmung der Internationalen Astronomischen Union (IAU) als offizieller internationaler Standard eingetragen.
| Buchstabe | Position           | Durchmesser | Link |
| --------- | ------------------ | ----------- | ---- |
| B         | 26,28° N, 46,85° W | 7 km        |      |
| D         | 23,72° N, 42,88° W | 5 km        |      |
| F         | 21,66° N, 46,57° W | 18 km       |      |
| H         | 22,6° N, 45,73° W  | 4 km        |      |
| N         | 22,82° N, 43,03° W | 3 km        |      |
| S         | 19,28° N, 46,28° W | 4 km        |      |
| T         | 19,66° N, 46,5° W  | 3 km        |      |
| U         | 19,72° N, 48,64° W | 3 km        |      |
| Z         | 25,49° N, 48,49° W | 8 km        |      |